# Сон Шаньшань
Сон Шаньшань (нар. 25 березня 1987) — колишня китайська тенісистка.
Найвищу одиночну позицію світового рейтингу — 278 місце досягла 1 жовтня 2007, парну — 220 місце — 30 липня 2007 року.
Здобула 6 парних титулів.

## Фінали ITF
| турніри $25,000 |
| турніри $10,000 |

### Одиночний розряд: 1 (0–1)
| Результат | Ранг | Дата           | Турнір              | Покриття | Суперниця  | Рахунок  |
| --------- | ---- | -------------- | ------------------- | -------- | ---------- | -------- |
| Поразка   | 1.   | 20 травня 2006 | ITF Нью-Делі, Індія | Тверде   | Чжао Їцзін | 2–6, 2–6 |

### Парний розряд: 8 (6–2)
| Результат | Ранг | Дата           | Турнір                        | Покриття | Партнерка       | Суперниці                             | Рахунок          |
| --------- | ---- | -------------- | ----------------------------- | -------- | --------------- | ------------------------------------- | ---------------- |
| Перемога  | 1.   | 13 лютого 2006 | ITF Шеньчжень, КНР            | Тверде   | Лян Чень        | Хао Цзє Ян Шуцзін                     | 7–5, 6–1         |
| Перемога  | 2.   | 12 травня 2006 | ITF Нью-Делі 3, Індія         | Тверде   | Чжао Їцзін      | Рушмі Чакравартхі Арчана Венкатараман | 6–3, 6–4         |
| Поразка   | 1.   | 19 травня 2006 | ITF Нью-Делі 4, Індія         | Тверде   | Чжао Їцзін      | Рушмі Чакравартхі Арчана Венкатараман | 7–6(5), 2–6, 4–6 |
| Перемога  | 3.   | 27 лютого 2007 | ITF Веллінгтон, Нова Зеландія | Тверде   | Танака Марі     | Томоко Докей Ецуко Кітадзакі          | 6–2, 6–0         |
| Перемога  | 4.   | 6 травня 2007  | ITF Ченду 1, КНР              | Тверде   | Хамамура Нацумі | Чень Яньчон Лю Ваньтін                | 7–5, 4–6, 6–2    |
| Перемога  | 5.   | 12 травня 2007 | ITF Ченду 2, КНР              | Тверде   | Сє Яньцзе       | Сюй Їфань Хуан Лей                    | 6–3, 7–5         |
| Поразка   | 2.   | 22 липня 2007  | ITF Куруме, Японія            | Трава    | Лю Ваньтін      | Ока Аюмі Томоко Суґано                | 4–6, 1–6         |
| Перемога  | 6.   | 19 серпня 2007 | ITF Токіо, Японія             | Килим    | Чжао Їцзін      | Іноуе Майко Марі Іноуе                | 6–3, 6–1         |